# Vallabhbhai Patel

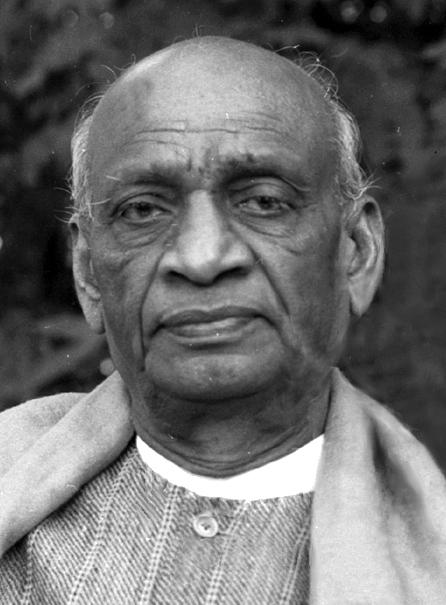
Sardar Vallabhbhai Patel in 1949

Vallabhbhai Patel (Karamsad, Presidentschap Bombay, 31 oktober 1875 - Bombay, 15 december 1950), was een Indiaas advocaat en politicus, vrijheidsstrijder en stichter van de moderne staat India. Behalve de erenaam "Sardar" (leider) kreeg hij de bijnamen van "IJzeren man van India" en "Bismarck van India".  

## Biografie
Patel groeide op in een Hindoefamilie op het platteland van Gujarat in Brits-Indië. Door zelfstudie werd hij advocaat. Hij studeerde vervolgens drie jaar in Engeland en kreeg daar goede banen aangeboden. Toch keerde hij terug naar zijn land en ging de boeren organiseren in het geweldloos verzet tegen het koloniale bewind. Bij een politieke conferentie in Godhra ontmoette hij Mahatma Gandhi, die veel in hem zag. Patel werd aangewezen als secretaris van de Gujarat Sabha, dat de Gujarati-tak van de Congrespartij zou worden. Hij organiseerde daar de campagne om betaling van belastingen en samenwerking met het Britse gouvernement te weigeren.
Van Britse maatpakken stapte hij over op traditionele Indiase dracht. Hij bestreed alcoholisme en de kastendiscriminatie, maar verzette zich tegen het socialisme van Jawaharlal Nehru. Ook bestreed hij de neiging van Subhas Bose, een ander kopstuk van de Congrespartij, om de geweldloosheid te laten varen. Hij bleef adept en "jongere broer" van Gandhi, met wie hij tijdens hun gezamenlijke detentie van 1932-1934 een hechte band had ontwikkeld. In tegenstelling tot Nehru steunde hij in 1942 de "Quit India beweging": de eis van Gandhi dat Groot-Brittannië zonder voorwaarden India zou verlaten. Met de hele top van de Congrespartij was hij gedurende de rest van de Tweede Wereldoorlog geïnterneerd.
In 1941 wees Gandhi niet zijn geestverwant Patel aan als opvolger, maar Nehru, de leider van de linkervleugel van de Congrespartij, vermoedelijk om een splitsing van de partij te voorkomen. Patel werd plaatsvervangend leider en, na de onafhankelijkheid op 15 augustus 1947, vice-premier, opperbevelhebber van de strijdkrachten en minister van binnenlandse zaken. In de laatste hoedanigheid bouwde hij de ambtelijke diensten op die de ruggengraat zouden gaan vormen van het openbaar bestuur. Ook werd hij geconfronteerd met een enorme vluchtelingenproblematiek ten gevolge van de scheiding tussen India en Pakistan, die gepaard ging met grootschalig etnisch en religieus geweld.
Tegelijk met de dertien provincies van Brits-Indië waren ook de 565 vorstenlanden onafhankelijk geworden. Patel ijverde door diplomatieke overreding en door militaire dreiging ("een ijzeren vuist in een fluwelen handschoen") voor de aansluiting van deze vorstenlanden bij India. De staten Junagadh en Haiderabad liet hij in een vijfdaagse bliksemoperatie door leger en politie van India bezetten: "Operatie Polo". Zo voorkwam hij het voortbestaan van een moslimstaat middenin India.
Patel overleed in 1950 op 75-jarige leeftijd aan een hartaanval. Als vice-premier werd hij opgevolgd door Morarji Desai en als minister van binnenlandse zaken door de laatste gouverneur-generaal van India, Chakravarti Rajagopalachari. De positie van opperbevelhebber werd toegevoegd aan het presidentschap van India.

## Eerbetoon
- Het Sardar Patel Stadion, eigendom van de Gujarat Cricket Association, is met een capaciteit van 49.000 toeschouwers een van de grootste stadions in de deelstaat. Het is gebouwd in 1982. Het stadion staat in de wijk Motera in Ahmedabad.
- Op 31 oktober 2013 gaf Narendra Modi, toen nog premier van Guyarat, het startsein voor de bouw van een monument voor Patel, dat Statue of Unity zou gaan heten en het grootste beeld ter wereld moest worden. Vijf jaar later, op 31 oktober 2018, verrichtte hij als federaal premier de opening ervan.
- In 2014 stelde de nieuwe federale regering van Modi een "Dag van de Eenheid"  (Rashtriya Ekta Diwas) in, jaarlijks te vieren op 31 oktober, de geboortedag van Patel.